# Beauharnois
Beauharnois es una ciudad de la provincia de Quebec en Canadá. Es una de las ciudades que conforman la Comunidad metropolitana de Montreal; se encuentra en el municipio regional de condado de Beauharnois-Salaberry y a su vez, en la región del Vallée-du-Haut-Saint-Laurent en Montérégie. Hace parte de las circunscripciones electorales de Beauharnois a nivel provincial y de Beauharnois−Salaberry a nivel federal.

## Geografía
Beauharnois se encuentra ubicada en las coordenadas 45°18′00″N 73°52′00″O / 45.30000, -73.86667. Según Statistique Canada, tiene una superficie total de 69.09 km² y es una de las 1135 municipalidades en las que está dividido administrativamente el territorio de la provincia de Quebec.

## Demografía
Según el censo de Canadá de 2011, había 12 011 personas residiendo en esta ciudad con una densidad de población de 173.9 hab./km². Los datos del censo mostraron que de las 11 918 personas en 2006, en 2011 el cambio poblacional fue un aumento de 93 habitantes (0.8%). El número total de inmuebles particulares resultó de 5585 con una densidad de 80.84 inmuebles por km². El número total de viviendas particulares que se encontraban ocupadas por residentes habituales fue de 5334.